# Дани Београда
„Дани Београда“ је назив манифестације која се сваке године одржава у Београду, од 16. до 19. априла.
Та манифестација се одржава од 2003. године у организацији Скупштине Града Београда, а повод њеног одржавања су значајни датуми у историји тог града − 16. и 19. април; дана 16. априла 878. године, у писму папе Јована VIII први пут се спомиње словенско име града Београда, а 19. априла 1867. године је, након симболичне предаје кључева града кнезу Михаилу Обреновићу, Београд поново постао српски град.
За време трајања „Данâ Београда“, додељују се Награда Града Београда и Награда Града Београда за стваралаштво младих, у неколико научних и уметничких области.
На конкурсу за идејно решење прославе „Данâ Београда“ 2007. победио је Славиша Савић и, по његовој идеји, програм прославе ће бити састављен из четири целине − „Д“ (Доживљај), „А“ (Арт), „Н“ (Наука), и „И“ (Историја), при чему ће свака целина трајати по један дан.